# Фаджоли, Николо
Николо Фаджо́ли (итал. Nicolò Fagioli; родился 12 февраля 2001 года, Пьяченца, Италия) — итальянский футболист, полузащитник «Ювентуса», выступающий на правах аренды за клуб «Фиорентина». Игрок национальной сборной Италии. Участник чемпионата Европы 2024.

## Клубная карьера

### «Ювентус»
Фаджоли — воспитанник клубов «Пьяченца», «Кремонезе» и «Ювентус». 27 января 2021 года в поединке Кубка Италии против СПАЛа Николо дебютировал за основной состав последнего. 22 февраля 2021 года в матче против «Кротоне» он дебютировал в итальянской Серии A. Однако весь сезон оставался игроком второй команды туринцев.
Вернувшись летом 2022 года из аренды, начал получать игровое время в «Юве». В октябре 2023 был дисквалифицирован на 7 месяцев за ставки на футбольные матчи.

#### Аренда в «Кремонезе»
Летом 2021 года Фаджоли для получения игровой практики был арендован клубом «Кремонезе». В матче против «Читтаделлу» он дебютировал итальянской Серии B. 19 сентября в поединке против «Пармы» Николо забил свой первый гол за «Кремонезе». После окончания аренды Фаджоли вернулся в «Ювентус».
В августе 2022 года футболист продлил контракт с «Ювентусом» до 2026 года. Первый матч в сезоне сыграл 3 сентября 2022 года против «Фиорентины», выйдя на замену на 83 минуте. Дебютировал в Лиге чемпионов УЕФА 14 сентября 2022 года в матче против лиссабонской «Бенфики». Дебютным голом за клуб отличился 29 октября 2022 года в матче против «Лечче».

## Международная карьера
В 2018 году в составе юношеской сборной Италии Фаджоли завоевал серебряные медали юношеского чемпионата Европы в Англии. На турнире он сыграл в матчах против команд Англии и Швейцарии.
В 2019 году в составе юношеской сборной Италии Фаджоли принял участие в юношеском чемпионате Европы в Армении. На турнире он сыграл в матчах против команд Португалии, Армении и Испании.
В ноябре 2022 года получил вызов в национальную сборную Италии. Дебютировал за сборную 16 ноября 2022 года в товарищеском матче против Албании.

## Достижения
Международные
 Италия (до 17)
- Серебряный призер юношеского чемпионата Европы — 2018

### Личные
- Лучший молодой футболист Серии А: 2022/23